# ميلي (خلاد)
ميلي هو دُوَّار يقع بجماعة فزوان، إقليم بركان، جهة الشرق في المملكة المغربية. ينتمي الدوّار لمشيخة خلاد التي تضم 9 دواوير. يقدر عدد سكانه بـ 925 نسمة حسب الإحصاء الرسمي للسكان والسكنى لسنة 2004.

## روابط خارجية
- البوابة الوطنية للجماعات الترابية
- المندوبية السامية للتخطيط